# 물고기자리 109
물고기자리 109는 물고기자리 방향으로 지구에서 106광년 떨어져 있는 준거성이다. 이 항성의 질량은 우리 태양과 거의 비슷하지만 철의 함량은 더 높다.
1999년 이 항성 주위를 도는 외계 행성 한 개가 발견되었다.

## 참고 문헌
- Vogt;  외. (2000). “Six New Planets from the Keck Precision Velocity Survey”. 《The Astrophysical Journal》 536 (2): 902 – 914. doi:10.1086/308981.[깨진 링크(과거 내용 찾기)]

## 같이 보기
- 물고기자리 109 b
- 물고기자리 54
- 외계 행성이 확인된 항성 목록